# Isla Chamisso
La isla Chamisso (en inglés: Chamisso Island) es una pequeña isla localizada en el estado de Alaska, Estados Unidos. Se encuentra en la desembocadura de la bahía Eschscholtz, en aguas del Kotzebue Sound, al sur de la península Choris.
La isla tiene forma triangular. Tiene un largo de 2,3 km y 0,2 km de ancho. El punto más alto tiene más de 70 metros sobre el nivel del mar.
Esta isla ha sido una reserva natural desde 1912. El área protegida —área salvaje Chamisso—  incluye la isla y algunos islotes rocosos. Esta isla recibió el nombre del naturalista Adelbert von Chamisso, que llegó a la isla en 1816.